# Seat 124 Sport
 (mai 2018).
Si vous disposez d'ouvrages ou d'articles de référence ou si vous connaissez des sites web de qualité traitant du thème abordé ici, merci de compléter l'article en donnant les références utiles à sa vérifiabilité et en les liant à la section « Notes et références ».
La Seat 124 Sport est une voiture produite par le constructeur espagnol Seat sous licence du constructeur italien Fiat à partir de 1970. Le modèle a été présenté lors du Salon de l'automobile de Barcelone en juin 1970.

## Histoire
Devant le succès mérité de la berline Seat 124, la sortie de la version sportive Coupé, comme cela est arrivé en Italie, ne se fait pas attendre très longtemps. La version Coupé est baptisée simplement Sport car Seat ne produira jamais la version Spider.
La Seat 124 Sport, copie de la Fiat 124 Coupé a été conçue en interne par le "Centro Stile Fiat", dirigé par l'ingénieur Mario Boano, qui s'est adjoint pour l'occasion les services de son fils Paolo.
En Espagne, le modèle 124 Sport ne sera décliné que dans les deux dernières séries : les types BC et CC.

## Les différentes séries
- La première série : type AC, ne sera jamais produite en Espagne. Elle sera importée en petite quantité directement d'Italie.

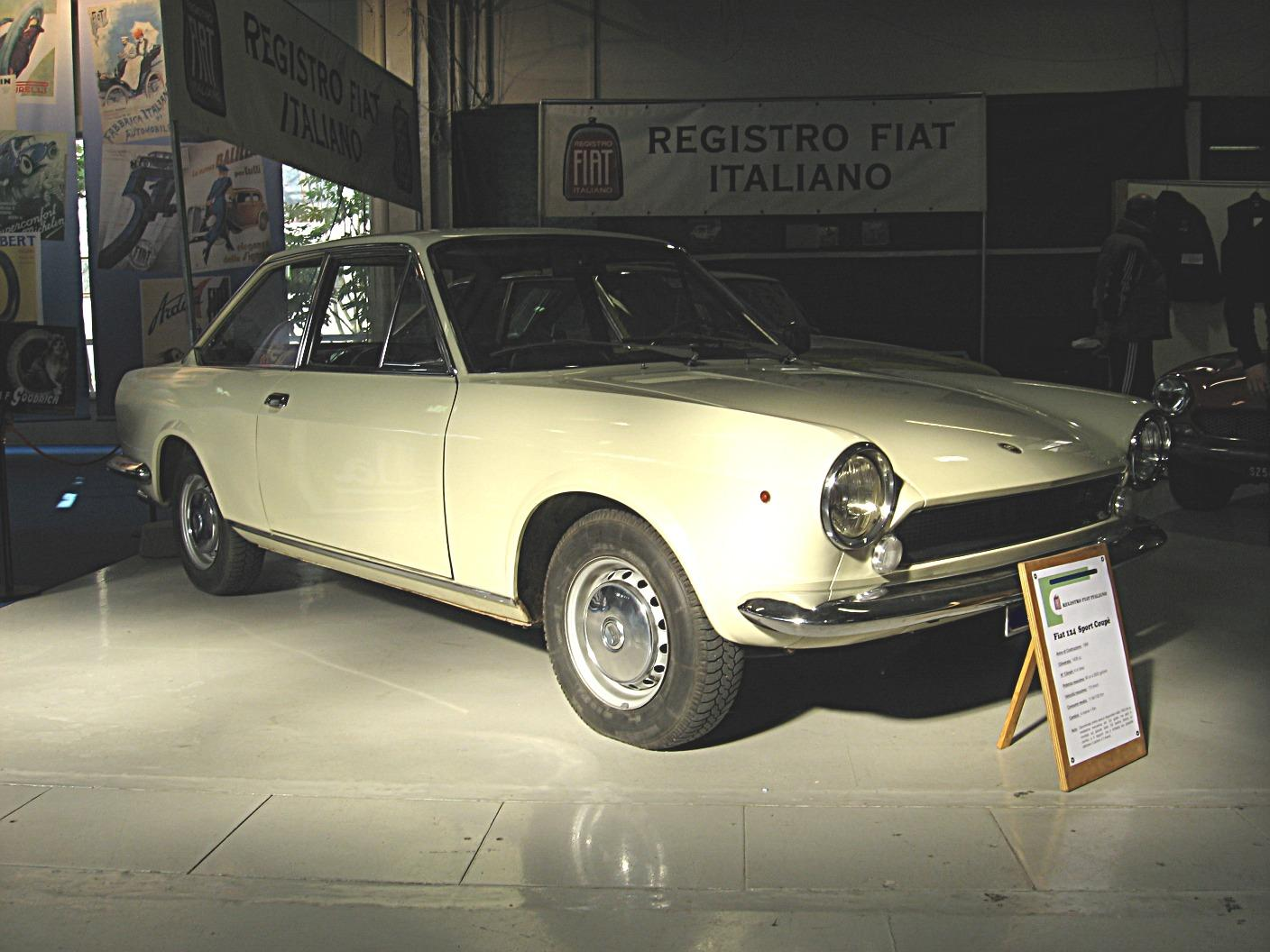
Fiat 124 Sport Coupé 1re série

Lancée au Salon de Genève 1967, La Fiat 124 Sport Coupé rencontre immédiatement un gros succès commercial. Ce pur produit du « Centre de Design Fiat », repose sur une très ingénieuse combinaison entre sportivité et élégance. Aucun autre constructeur ne saura reprendre un tel concept, une ligne élégante et racée avec ces caractéristiques techniques, quatre vraies places confortables, un moteur à double arbre à cames, des freins à disques sur les quatre roues et une carburation Weber double corps.

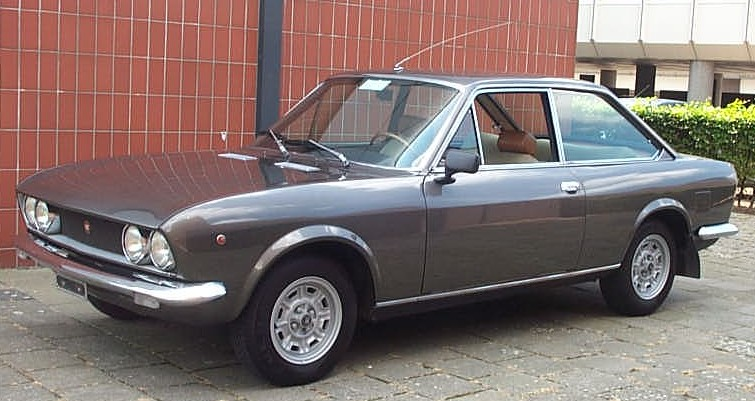
Fiat 124 Sport Coupe 1600 BC 2e série

- La seconde série : type BC est présentée lors du Salon de Turin, en novembre 1969. Cette nouvelle version de la 124 Sport Coupé reçoit quelques retouches esthétiques et mécaniques.

La face avant est entièrement transformée avec une calandre plus haute et régulière sur toute la largeur de la voiture englobant quatre phares de même dimension. Le capot moteur s'en trouve ainsi redessiné. La partie arrière conserve cette caractéristique très italienne tronquée verticale, les feux toujours horizontaux sont plus importants.
La partie mécanique voit l'apparition d'un nouveau moteur de 1 608 cm3, dérivé de la Fiat 125, avec une carburation Weber double corps. C’est cette seconde série qui sera produite sous licence en Espagne sans aucune modification par rapport au modèle original italien.

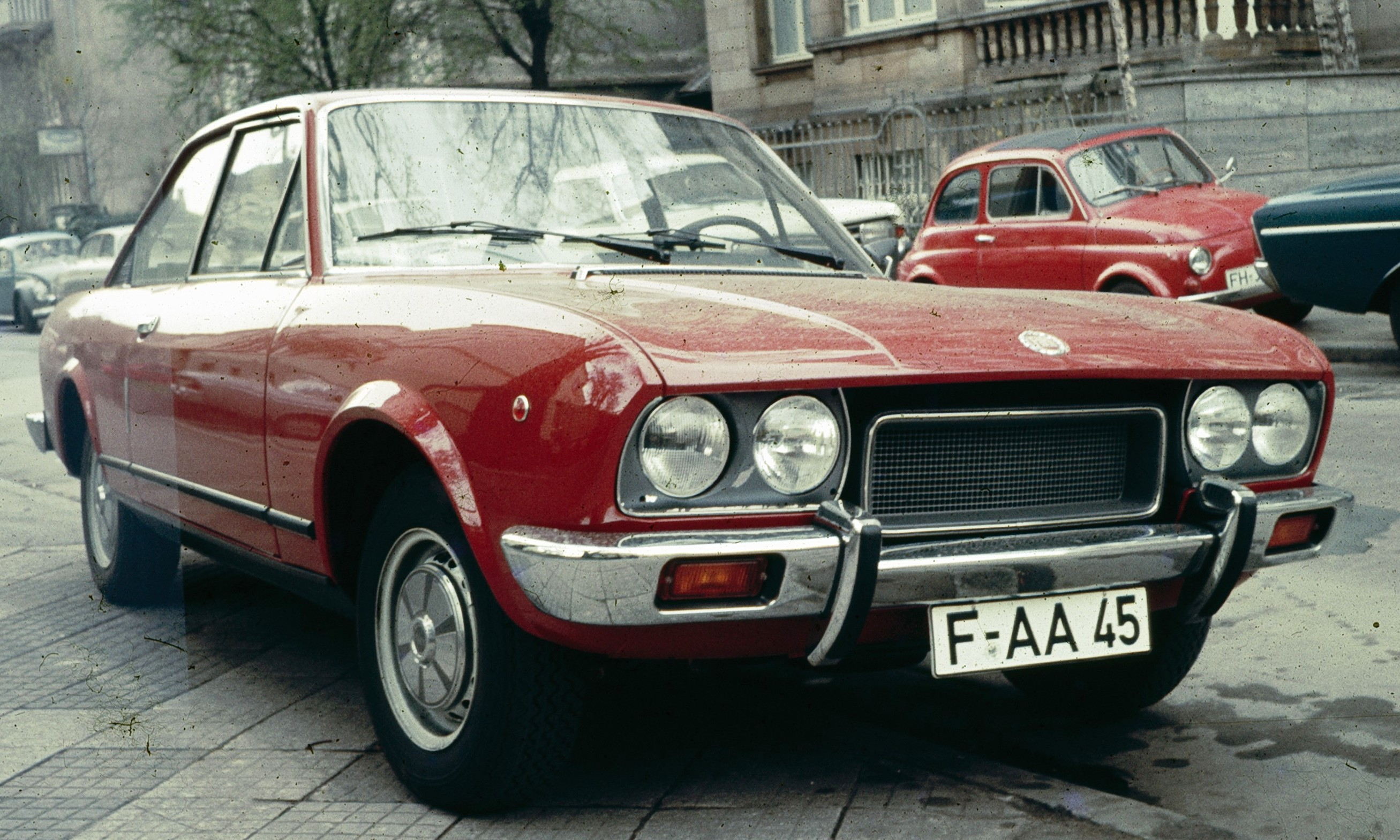
Fiat 124 Sport Coupe CC 3e série.

- La troisième série : type CC est lancée en août 1972 et commercialisée en janvier 1973.

Cette série conserve la même carrosserie que la précédente mais avec les faces avant et arrière restylées. La face avant comporte trois éléments, avec la partie centrale de la calandre rectangulaire en fort relief. Le capot maintient sa ligne mais comprend une large prise d'air chromée. Sur les flancs, une robuste baguette chromée, avec une bande de caoutchouc, court sur tout du long, ce qui accentue encore la ligne élancée de la voiture. À la base de la vitre arrière ouvrante, une grille de ventilation triangulaire noire fait aussi son apparition. À l'arrière, les feux sont désormais verticaux, aux extrémités des ailes, ce qui permet une découpe du coffre au ras du pare-chocs.
Comme sur la version italienne, l’intérieur adopte une sellerie velours luxueuse de très haute qualité. Une nouvelle motorisation confirme le positionnement de cette version dans le segment des coupés de luxe. Le moteur dérivé de celui de la Fiat 132 de 1 756 cm3 équipe désormais la 124 Sport. Avec ses nombreuses modifications, la version « CC » vise une clientèle plus exigeante et aisée. Son prix de vente est de 300.000 ptas.
La production de la Seat 124 Sport prendra fin en fin de l’année 1974 et n'aura jamais de remplaçante.
Aujourd'hui, de nombreux collectionneurs recherchent ces modèles qui ont marqué leur époque.

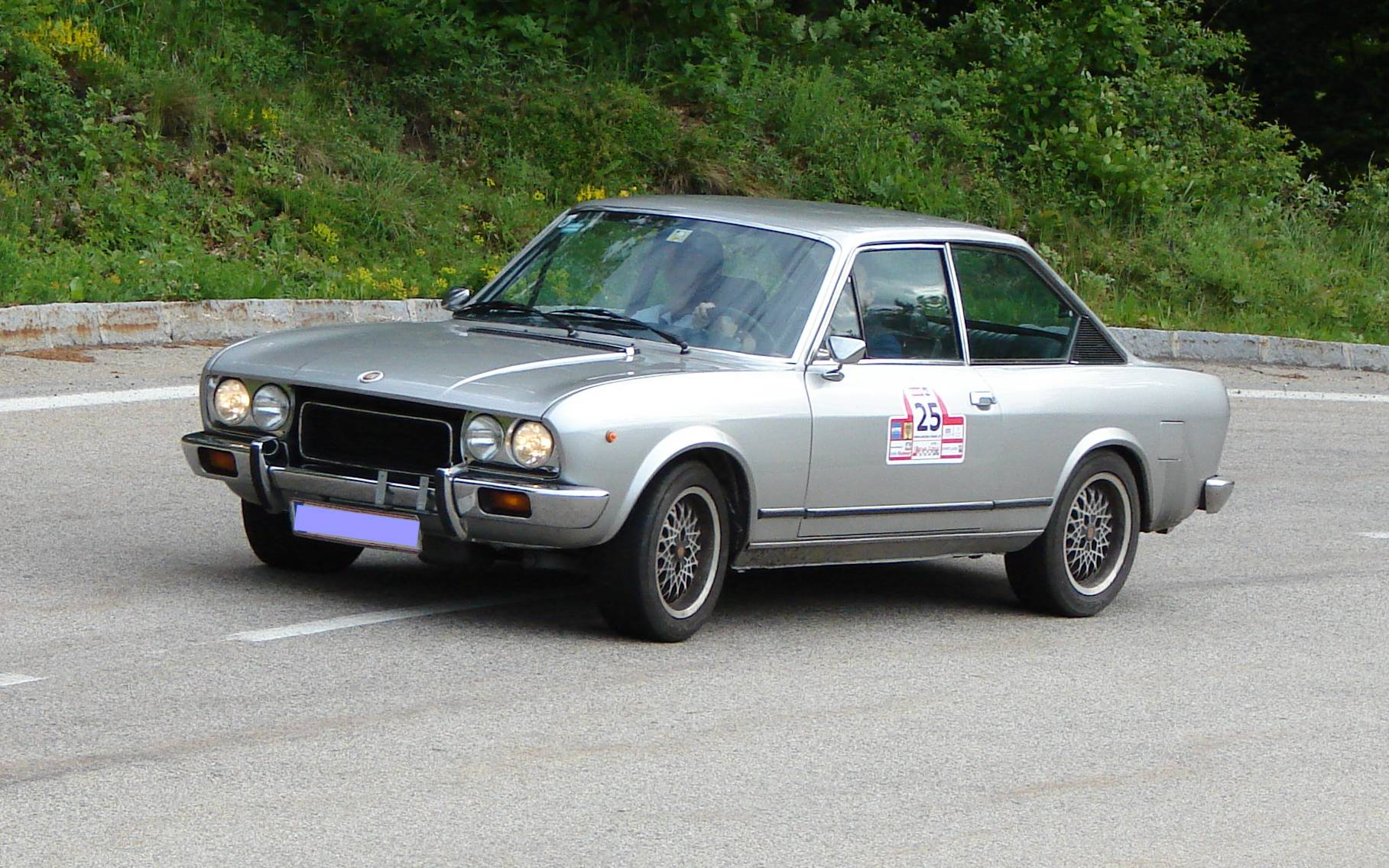
Seat 124 Sport engagée en Rallye

La Seat 124 Sport a été engagée officiellement en compétition et rallyes.